# Teutrone
Teutrone (en griego, Τευθρώνη) es el nombre de una antigua ciudad griega de Laconia.
Es citada por Pausanias, que dice que era una de las ciudades de los eleuterolacones. Menciona que estaba junto al mar, no lejos de Pírrico y que se encontraba a ciento cincuenta estadios del cabo Ténaro. Una tradición decía que había sido fundada por un ateniense llamado Teutrante. Destaca de la ciudad una fuente llamada Naya, y la veneración a Artemisa Isoria.